# Ставы (Киевская область)
Ставы́ (укр. Стави) — село, входит в Кагарлыкский район Киевской области Украины.
Население по переписи 2001 года составляло 1555 человек. Почтовый индекс — 09245. Телефонный код — 4573. Занимает площадь 7,676 км². Код КОАТУУ — 3222287201.

## Известные земляки
- Григорук, Владимир Васильевич (род. 1937) — советский и казахстанский учёный, доктор экономических наук, профессор, академик Национальной академии наук Республики Казахстан, иностранный член Национальной академии аграрных наук Украины

## Местный совет
09245, Київська обл., Кагарлицький р-н, с. Стави, вул. Леніна,106